# Ludwig Casimir Wilhelm Heinrich Clemens zu Bentheim-Steinfurt
Ludwig Casimir Wilhelm Heinrich Clemens fyrste zu Bentheim-Steinfurt (22. november 1787 – 28. januar 1876) var en tysk adelig og officer i dansk tjeneste, bror til fyrst Alexius zu Bentheim-Steinfurt.
Han var søn af fyrst Ludwig Wilhelm Geldricus Ernst zu Bentheim-Steinfurt (1756-1817) og Juliane Wilhelmine født prinsesse af Slesvig-Holsten-Sønderborg-Glücksborg (1754-1823). Han sluttede sin karriere i den danske hær som generalmajor.
Der findes fotografier fra 1865 af Georg E. Hansen.